# Josef Soumar
Josef Soumar (* 7. srpna 1985 Písek) je český politik, finančník, podnikatel a lektor finanční gramotnosti, v letech 2020 až 2024 zastupitel Jihočeského kraje, od roku 2018 zastupitel města Písek, člen Pirátů.

## Osobní život
Oblastem financí a ekonomie se věnuje od dob studií, od roku 2007 se staly i jeho povoláním. Založil vlastní poradenskou společnost, která poskytuje kompletní poradenské služby v oboru finanční plánování, investiční poradenství a wealth management. Je držitelem evropských finančně poradenských titulů EFP a EFA. S kolegy vzdělává pedagogy, studenty středních a vysokých škol i firemní zákazníky v oblasti finanční gramotnosti. Od roku 2015 je společníkem a jednatelem ve firmě Finančníci Planning a od roku 2021 jednatelem ve firmě Finančníci Wealth Management a od roku 2022 jednatelem ve firmách Finančníci Group a Finančníci Investments.
Josef Soumar žije s manželkou a dcerami ve městě Písek, konkrétně v části Budějovické Předměstí. Má dvě dcery. Mezi jeho zájmy patří sport (golf, cyklistika, fitness), hudba a hra na bicí (začátečník), lukostřelba, finance a vývoj kapitálových trhů.

## Politické působení
Od roku 2014 je členem Pirátů. V komunálních volbách v roce 2014 kandidoval za Piráty do Zastupitelstva města Písek, ale neuspěl. Zvolen byl až ve volbách v roce 2018. Byl zároveň předsedou finančního výboru města Písku. V komunálních volbách v roce 2022 byl v Písku lídrem kandidátky Pirátů. Po těchto volbách se stal v Písku místostarostou. Na starosti má finance, rozpočet, dopravu, digitalizaci a participativní rozpočet. Koordinuje spolupráci města se svěřenými organizacemi: Městské služby Písek s.r.o., Lesy města Písku s.r.o. a Sladovna Písek o.p.s. V Písku pomohl zavést participativní rozpočet, v Jihočeském kraji předložil návrh na zavedení rozklikávacího rozpočtu na úroveň jednotlivých faktur.
V krajských volbách v roce 2020 byl za Piráty zvolen zastupitelem Jihočeského kraje. Je předsedou hospodářského výboru a členem finančního výboru. V prosinci 2023 byl zvolen lídrem Pirátů v Jihočeském kraji v krajských volbách v roce 2024. Mandát se mu však nepodařilo získat, protože jím vedená kandidátka získala pouze 2,43 % hlasů a do zastupitelstva se tak nedostala.
Od roku 2020 je členem dozorčí rady krajské společnosti Nemocnice Písek, a. s. Od roku 2023 je členem dozorčí rady městské společnosti Městské služby Písek s.r.o. a Lesy města Písku s.r.o. Na republikové úrovni se za Piráty věnuje státnímu rozpočtu a ochraně spotřebitele, je členem rezortního týmu finance.
Ve volbách do Poslanecké sněmovny PČR v roce 2025 je lídrem Pirátů v Jihočeském kraji.